# احد کرونا
احد کرونا (به انگلیسی: Ahad Koruna) یک منطقهٔ مسکونی در پاکستان است که در مناطق قبیله‌ای فدرال واقع شده‌است.

## خصوصیات
احد کرونا ۸۴۳ متر بالاتر از سطح دریا واقع شده‌است.